# Erwin Olaf

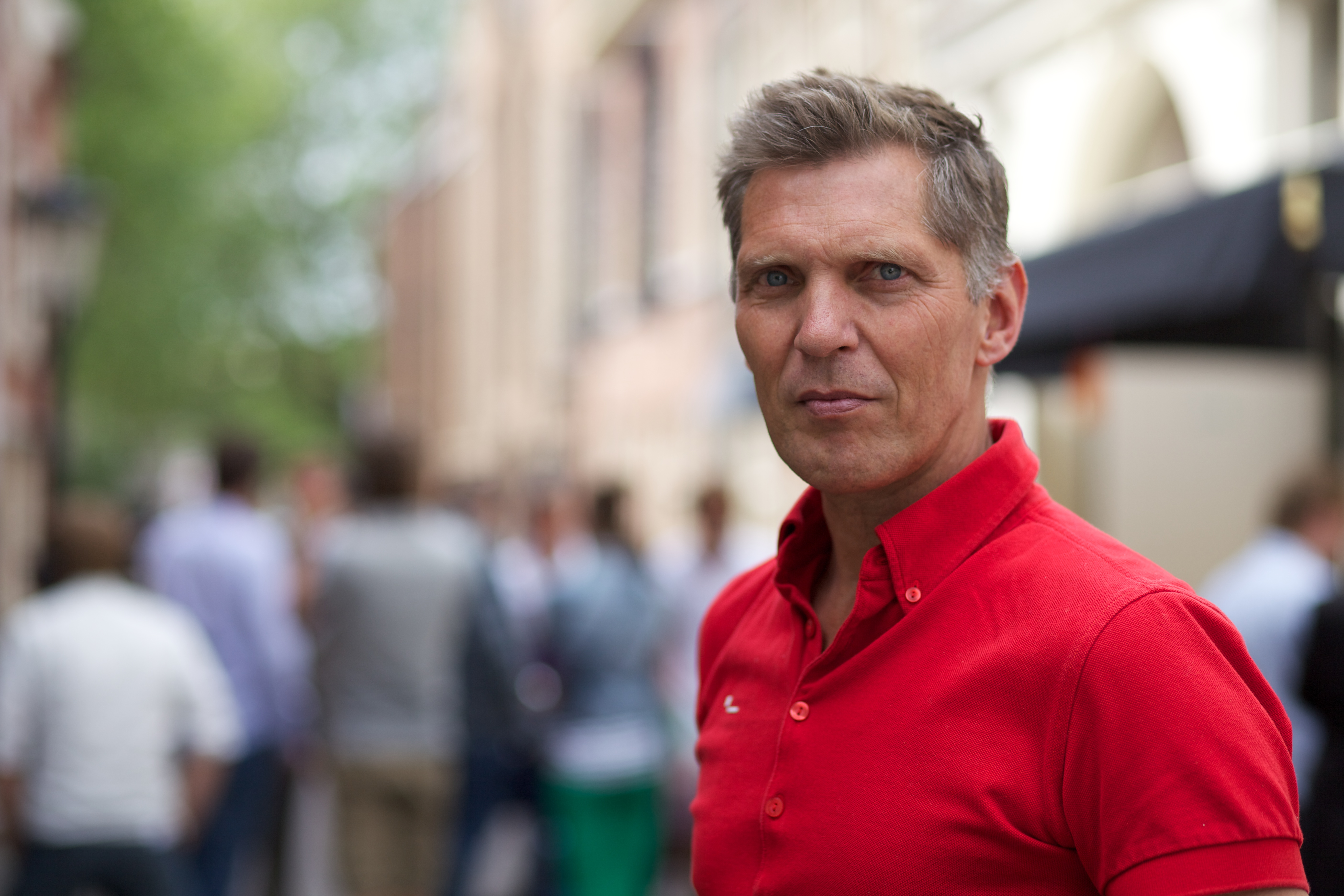
Erwin Olaf (2012)

Erwin Olaf (* 2. Juli 1959 in Hilversum als Erwin Olaf Springveld; † 20. September 2023 in Groningen) war ein niederländischer Fotograf.

## Leben
Olaf studierte nach seiner Schulzeit Publizistik an der School voor Journalistiek in Utrecht. Als Fotograf war er für Werbekampagnen von internationalen Unternehmen wie Levi’s, Microsoft und Nokia tätig, produzierte aber auch viele Bilder aus der queeren Community. Viele seiner fotografischen Arbeiten sind provokativ und finden Aufmerksamkeit in den internationalen Medien. Ausstellungen der Fotografien von Olaf fanden in verschiedenen internationalen Galerien weltweit statt, beispielsweise in der Flatland Galerie in Utrecht, in der Galerie WAGNER + PARTNER Berlin, im Hasted Hunt in New York City, in der Galerie Magda Danysz in Paris, in der Galerie Espacio Minimo in Madrid, in der B&D Galerie in Mailand, in der Miller Galerie in New York City, in der Crown Galerie in Brüssel, in der Reflex Galerie in Amsterdam usw.
Auch in vielen Kunstmuseen weltweit ist Olaf mit Ausstellungen vertreten, beispielsweise im Moscow Museum of Modern Art in Moskau, im FotoMuseum Provincie Antwerpen, im Groninger Museum, im Domus Artium 2002 (DA2) Salamanca, im Spanischen Museum of New Art in Pontiac, im Bologna Museum of Modern Art, im Muzeum Miejskie Wrocławia in Breslau, im Cultuurlaboratorium im Limburg Museum in Venlo, im Institut Neerlandais in Paris, in der Arts Statements Gallery in Hong Kong, Galleri Tapper-Popermajer in Teckomatorp, im Fotomuseum Den Haag und im Australian Centre for Photography in Paddington.
Olaf entwarf die ab 2014 ausgegebenen niederländischen Euromünzen mit dem Kopfbild des Königs Willem-Alexander.
2004 wurde Olaf auf die Liste De Grootste Nederlander im niederländischen Fernsehen gewählt. Am 31. Oktober 2011 erhielt er den mit 100.000 Euro dotierten niederländischen Johannes Vermeerprijs.
Olaf lebte und wohnte in Amsterdam. Er starb am 20. September 2023 im Alter von 64 Jahren. Wenige Wochen vor seinem Tod war bei ihm eine Lungentransplantation erfolgt, die aufgrund eines langjährigen Lungenemphysems notwendig geworden war.

## Einzelausstellungen (Auswahl)
2021
- „Erwin Olaf. Unheimlich schön,“ Kunsthalle München

2016
- Wagner + Partner, Berlin
- „Erwin Olaf. Homage to Louis Gallait,“ The Pushkin State Museum of Fine Arts, Moskau
- „Catwalk,“ Rijksmuseum Amsterdam,
- „Erwin Olaf,“ Centro de Arte Contemporaneo Málaga, Spanien

2015
- „Skin Deep,“ Hamiltons Gallery, London
- „Retrospective,“ Magda Danysz Gallery, Shanghai
- „Waiting,“ Flatland Gallery, Amsterdam

2014
- „Fall, Bar Babette,“ anlässlich des Europäischen Monats der Fotografie 2014, kuratiert von Wagner + Partner, Berlin
- „Erwin Olaf,“ Museo de Arte Contemporáneo, Santiago de Chile
- Erwin Olaf, 'Chronicle of the Untold, Castle Tophane-i Amire, Istanbul

2013
- „Homage to Berlin,“ Wagner + Partner, Berlin
- „Emotions,“ Flatland Gallery, Utrecht
- „Erwin Olaf – Berlin,“ Hamiltons Gallery, London

2012
- „Erwin Olaf,“ Museum of Modern Art Arnhem, Arnheim
- „Short Stories,“ Wagner + Partner, Berlin
- „Jocelyn Lee,“ Flatland Gallery, Utrecht
- „The Dark Side,“ Galerie Rabouan Moussion, Paris

## Preise und Auszeichnungen (Auswahl)
- 2006: International Colour Awards, Fotograf des Jahres, Vereinigte Staaten
- 2008: Lucie Awards, Vereinigte Staaten
- 2011: Johannes Vermeer Prijs, Niederlande